# Єрофеєва Тамара Анатоліївна
Тамара Анатоліївна Єрофєєва (укр. Тамара Анатоліївна Єрофеєва, нар. 4 березня 1982 в Києві, УРСР, СРСР) — українська представляла гімнастка-художниця, що виступала в індивідуальній першості. Чемпіонка світу в індивідуальному багатоборстві.

## Біографія
Тамара почала займатися художньою гімнастикою з 6 років. Тренувалася в Києві, в школі Дерюгіних (школа художньої гімнастики Альбіни та Ірини Дерюгіних). Тамара була номером 1 в СВІТОВОМУ РАНК ЛИСТІ в 2002 році. У 2001, коли їй було 19 років, вона стала лідером збірної України. У період з 1996 по 2004 роки Тамара стала чотирикратною чемпіонкою світу, чотириразовою володаркою Кубка світу, семиразовою срібною призеркою чемпіонату Європи, абсолютною переможницею Всесвітньої Універсіади і зайняла 6 місце на Олімпіаді 2000 в абсолютній першості.
Закінчила спортивну кар'єру в 2004 році. Працювала в Cirque du Soleil (Cirque du Soleil, Канада). По закінченню в 2007 році контракту стала працювати в Лас-Вегасі в «V (The Ultimate Variety Show)» і в мюзиклі "VEGAS! The-Show ".
Вийшла заміж за Стояна Мечкарова в Лас-Вегасі. 9 жовтня 2010 року в них народився син Олександр.

## Спортивні результати
- 1997 Чемпіонат світу, Берлін 3-е місце — команда.
- 1998 Чемпіонат світу, Севілья 4-е місце — багатоборство (група).
- 1999 Чемпіонат Європи, Будапешт 5-е місце — скакалка.
- 1999 Чемпіонат світу, Осака 3-е місце — м'яч, команда; 4-е місце — обруч, стрічка; 7-е місце — індивідуальне багатоборство; 10-е місце — багатоборство (група).
- 2000 Фінал Кубка світу, Глазго 4-е місце — обруч, скакалка; 6-е місце — м'яч; 8-е місце — стрічка.
- 2000 Чемпіонат Європи, Сарагоса 2-е місце — скакалка; 5-е місце — індивідуальне багатоборство; 6-е місце — м'яч; 8-е місце — обруч.
- 2000 Олімпійські ігри, Сідней 6-е місце — індивідуальне багатоборство.
- 2001 Чемпіонат Європи, Женева 3-е місце — булави, обруч; 5-е місце — м'яч; 7-е місце — скакалка.
- 2001 Чемпіонат світу, Мадрид 1-е місце — індивідуальне багатоборство, скакалка, команда; 3-е місце — м'яч, булави, обруч. (Медалі не завойовані, а передані від Росії).
- 2002 Чемпіонат Європи, Гранада 2-е місце — індивідуальне багатоборство.
- 2002 Чемпіонат світу, Новий Орлеан 6-е місце — багатоборство (група).
- 2002 Фінал Кубка світу, Штутгарт 3-е місце — м'яч, булави, обруч; 6-е місце — скакалка.
- 2003 Чемпіонат світу, Будапешт 2-е місце — команда; 4-е місце — м'яч; 14-е місце — індивідуальне багатоборство.
- 2003 Чемпіонат Європи, Різа 2-е місце — булави; 3-е місце — обруч, стрічка; 6-е місце — м'яч.

## Нагороди
- Орден «За заслуги» III ступеня — За досягнення високих спортивних результатів на XXI Всесвітній літній Універсіаді, заслуги в підвищенні міжнародного авторитету України (УКАЗ ПРЕЗИДЕНТА УКРАЇНИ від 30 січня 2002 року № 87/2002 "Про відзначення державними нагородами України учасников збірної команди України XXI Всесвітньої літньої Універсіаді ")